# 赫聖王
子（？—前385年），是古朝鲜之箕子朝鲜的君主，东史年表认为在位於前413年至前385年，諡號赫聖王（韓語：혁성왕），後王位由兒子謂繼承。